# Nati per vincere
Nati per vincere è stato un programma televisivo italiano andato in onda dal lunedì al sabato dal 3 luglio 1995 su Italia 1, nella fascia dell'access prime time tra le ore 19:50 e le ore 20:30 (in sostituzione definitiva del Karaoke), con la conduzione di Giorgio Mastrota.
A partire dal 2014, la trasmissione è stata più volte riproposta sul canale tematico digitale Mediaset Extra.

## La trasmissione
Nati per vincere era un game show articolato in 72 puntate, trasmesse nell'arco di dodici settimane, all'interno del quale numerosi ragazzi e ragazze si cimentavano in giochi avventurosi e incentrati sull'utilizzo della forza fisica, ispirato ai format American Gladiators e Mai dire Banzai.
Il gioco era suddiviso in due gironi composti rispettivamente da 36 ragazzi e 36 ragazze, che si presentavano al pubblico con dei fantasiosi "nomi di battaglia". La sua scenografia, realizzata nello studio 10 del CPTV Mediaset di Cologno Monzese, conteneva una finta laguna, rocce, scogli e palme e ricordava i grandi film di avventura; Giorgio Mastrota, conduttore della trasmissione coadiuvato da Barbara Chiappini e Raffaella Biffi, presentava infatti il programma indossando i panni di Indiana Jones.
Al termine di ogni puntata, in seguito ad un testa a testa, il vincitore doveva superare una prova finale per aggiudicarsi il premio puntata; il vincitore di tale finale è stato l'allora campione sportivo waterman italo-americano, Matteo A. Bof.
A fine stagione era previsto uno scontro finale tra il campione maschile e la campionessa femminile, che però non fu mai realizzato, forse a causa degli scarsi ascolti.